# The Life of General Villa
The Life of General Villa é um filme mudo do gênero drama produzido nos Estados Unidos e lançado em 1914, estrelado por Pancho Villa como ele mesmo, filmado em locações durante uma guerra civil. O filme incorporadas tanto cenas criadas como autênticas imagens ao vivo das batalhas reais durante a Revolução mexicana, em torno do qual o enredo do filme gira.
O filme foi produzido por D. W. Griffith e contou com o futuro diretor Raoul Walsh como a versão mais jovem de Villa. Walsh escreveu extensivamente sobre a experiência em sua autobiografia Each Man in His Time. O filme é considerado perdido. 
As filmagens do filme e eventos associados foram dramatizada no filme And Starring Pancho Villa as Himself (2003), com Antonio Banderas no papel de Villa e Kyle Chandler como Walsh.